# José Serpa
José Rodolfo Serpa Pérez (Corozal, 17 aprile 1979) è un ciclista su strada e pistard colombiano che corre per il team GW-Shimano. Professionista dal 2006 al 2015, ha caratteristiche di scalatore.

## Carriera
José Serpa cominciò a gareggiare nel ciclismo nel 1995. Da dilettante si fece notare vincendo la medaglia d'oro a cronometro ai Giochi panamericani 2003 a Santo Domingo. Nel gennaio 2006 si aggiudicò tre tappe e il secondo posto finale alla Vuelta al Táchira; nel mese successivo, a 26 anni, debuttò quindi da professionista con la Selle Italia-Serramenti Diquigiovanni di Gianni Savio. Dimostrò subito buone doti da scalatore e cronoman, vincendo due tappe al Tour de Langkawi in Malesia, una tappa alla Vuelta por un Chile Líder, i campionati panamericani in linea e la prova a cronometro dei Giochi centroamericani e caraibici, una tappa al Vuelta a Colombia, una tappa e la classifica generale alla Vuelta a Venezuela. Grazie a queste vittorie si aggiudicò la classifica individuale dell'America Tour 2006, contribuendo anche alla vittoria della Selle Italia nella classifica a squadre. Durante l'anno fece anche il suo debutto al Giro d'Italia.
Nel 2007 vinse una tappa alla Vuelta al Táchira e una al Tour de Langkawi, corsa in cui concluse secondo; in stagione si classificò inoltre nono al Giro di Toscana. L'anno dopo intensificò le proprie presenze in corse europee, ottenendo comunque diversi successi in Sud America e Asia: si aggiudicò infatti una frazione al Tour de Langkawi, una alla Vuelta a Venezuela e due tappe e la classifica finale del Clásico Ciclistico Banfoandes. Nel 2009, sempre con la maglia della formazione di Savio, fece sue una tappa al Tour de San Luis in Argentina, una alla Vuelta a Venezuela e una frazione e il titolo finale al Tour de Langkawi. Nella stessa stagione ottenne (al netto di squalifiche di chi lo precedeva) il decimo posto generale al Giro d'Italia.
Nel 2010, dopo il secondo posto al Tour de San Luis, ottenne i primi successi in Europa, vincendo una tappa alla Settimana Internazionale di Coppi e Bartali e una tappa alla Settimana Ciclistica Lombarda; durante l'anno spiccano anche il secondo posto al Memorial Marco Pantani e il settimo al Giro del Trentino. Nella stagione seguente concluse ancora secondo al Tour de San Luis, nonché al Giro di Sardegna e al Giro della Provincia di Reggio Calabria, fece quindi suo in volata il Giro del Friuli; nel prosieguo di annata ottenne il terzo posto nella tappa di Orvieto al Giro d'Italia e il quinto al Gran Premio Città di Camaiore. Nel 2012 conquistò quindi per la seconda volta il Tour de Langkawi, oltre a due frazioni della corsa.
Per la stagione 2013 Serpa viene messo sotto contratto dalla Lampre-Merida, squadra World Tour. Durante l'anno non coglie vittorie, fa però il suo debutto al Tour de France, concludendolo al ventunesimo posto della generale. Torna al successo nel 2014, sempre in maglia Lampre, al Trofeo Laigueglia, superando Patrik Sinkewitz in una volata a due; nella stessa stagione corre la sua prima Vuelta a España.

## Palmarès
- 2005 (Gobernación del Zulia, una vittoria)

5ª tappa Clásico Ciclístico Banfoandes (La Fría > Rubio)
- 2006 (Selle Italia-Serramenti Diquigiovanni, dieci vittorie)

7ª tappa Vuelta al Táchira (Santa Cruz de Mora > La Grita)
10ª tappa Vuelta al Táchira (San Josecito > Pregonero)
14ª tappa Vuelta al Táchira (San Cristóbal > San Cristóbal, cronometro)
4ª tappa Tour de Langkawi (Tapah > Kuala Selangor)
5ª tappa Tour de Langkawi (Menara TM > Genting Highlands)
Campionati panamericani, Prova in linea
12ª tappa Vuelta a Colombia (Santa Rosa de Caba > Ciudad Bolívar)
4ª tappa Vuelta a Venezuela (Turén > Turén, cronometro)
Classifica generale Vuelta a Colombia
6ª tappa Vuelta Ciclística por un Chile Líder (Cañete > Concepción)
- 2007 (Serramenti PVC Diquigiovanni-Androni Giocattoli, due vittorie)

8ª tappa Tour de Langkawi (Shah Alam > Genting Highlands)
5ª tappa Vuelta al Táchira (La Azulita > Bailadores)
- 2008 (Serramenti PVC Diquigiovanni-Androni Giocattoli, cinque vittorie)

6ª tappa Tour de Langkawi (Bandar Penawar > Kuala Rompin)
9ª tappa Vuelta a Venezuela (Las Mercedes del Llano > Chaguaramas)
6ª tappa Clásico Ciclistico Banfoandes (Lobatera > San Cristóbal)
7ª tappa Clásico Ciclistico Banfoandes (San Cristóbal > San Cristóbal, cronometro)
Classifica generale Clásico Ciclistico Banfoandes
- 2009 (Serramenti PVC Diquigiovanni-Androni Giocattoli, nove vittorie)

4ª tappa Tour de San Luis (San Luis > La Carolina)
5ª tappa Tour de Langkawi (Petaling Jaya > Genting Highlands)
Classifica generale Tour de Langkawi
7ª tappa Vuelta a Venezuela (Turén > Turén, cronometro)
1ª tappa Vuelta a Santander (Barbosa > Charalá)
4ª tappa Vuelta a Santander (Barrancabermeja > Bucaramanga)
1ª tappa Circuito Feria de Manizales
1ª tappa Clásica del Cesár (Valledapur-Badillo > Puente Hurtado)
Classifica generale Clásica del Cesár
- 2010 (Androni Giocattoli-Serramenti PVC Diquigiovanni, due vittorie)

2ª tappa Settimana Internazionale di Coppi e Bartali (San Lazzaro di Savena > Faenza)
4ª tappa Settimana Ciclistica Lombarda (Grumello del Monte > Grumello del Monte)
- 2011 (Androni Giocattoli-C.I.P.I., due vittorie)

2ª tappa Tour de San Luis (Juana Koslay > Mirador del Potrero)
Giro del Friuli
- 2012 (Androni Giocattoli-Venezuela, tre vittorie)

5ª tappa Tour de Langkawi (Ayer Keroh > Pandan Indah)
6ª tappa Tour de Langkawi (Proton > Genting Highlands)
Classifica generale Tour de Langkawi
- 2014 (Lampre-Merida, una vittoria)

Trofeo Laigueglia
- 2017 (Arroz Sonora-Dimonex, una vittoria)

7ª tappa Vuelta a Colombia (Tunja > Sopó)
- 2018 (GW-Shimano, una vittoria)

9ª tappa Vuelta al Táchira (Ureña/San Antonio del Táchira > Cerro Cristo Rey)

### Altri successi
- 2006 (Selle Italia-Serramenti Diquigiovanni)

Classifica individuale UCI America Tour
- 2008 (Serramenti PVC Diquigiovanni-Androni Giocattoli)

Classifica a punti Clásico Ciclistico Banfoandes
- 2009 (Serramenti PVC Diquigiovanni-Androni Giocattoli)

Classifica scalatori Tour de Langkawi
Classifica scalatori Settimana Internazionale di Coppi e Bartali
- 2010 (Androni Giocattoli-Serramenti PVC Diquigiovanni)

Classifica a punti Settimana Internazionale di Coppi e Bartali
- 2011 (Androni Giocattoli-C.I.P.I.)

1ª tappa, 2ª semitappa Settimana Internazionale di Coppi e Bartali (Riccione, cronosquadre)
- 2012 (Androni Giocattoli-Venezuela)

Classifica scalatori Tour de Langkawi
- 2018 (GW-Shimano)

Classifica scalatori Vuelta al Táchira

### Pista
- 2005

Coppa del mondo Aguascalientes, Inseguimento a squadre (con Carlos Eduardo Alzate Escobar, Juan Pablo Forero Carreno e Alexander Gonzalez)

## Piazzamenti

### Grandi Giri
- Giro d'Italia

2006: 31º
2008: 26º
2009: 9º
2010: 30º
2011: 52º
2012: 87º
2013: 27º
- Tour de France

2013: 21º
2014: 48º
2015: 122º
- Vuelta a España

2014: 93º

### Classiche monumento
- Milano-Sanremo

2008: 49º
2010: 76º
2015: 52º
- Liegi-Bastogne-Liegi

2009: 41º
2015: ritirato
- Giro di Lombardia

2010: 27º
2012: ritirato

### Competizioni mondiali
- Campionati del mondo

Stoccarda 2007 - Cronometro Elite: 43º
Stoccarda 2007 - In linea Elite: ritirato
Mendrisio 2009 - Cronometro Elite: 22º
Mendrisio 2009 - In linea Elite: 74º
Melbourne 2010 - In linea Elite: 34º
Copenhagen 2011 - In linea Elite: 124º
Ponferrada 2014 - Cronosquadre: 15º
- Giochi olimpici

Atene 2004 - Americana: 16º
Pechino 2008 - In linea: 40º